# Sussurri del cuore
Sussurri del cuore (耳をすませば?, Mimi wo sumaseba, lett. "Se tendi l'orecchio") è un manga scritto e disegnato da Aoi Hiiragi. Serializzato sulla rivista Ribon di Shūeisha tra agosto e novembre 1989, è stato raccolto in un singolo volume pubblicato a febbraio 1990. Un seguito, Sussurri del cuore - Ore felici (耳をすませば - 幸せな時間?, Mimi wo sumaseba - Shiawase na jikan, lett. "Se tendi l'orecchio - Momenti felici") è stato serializzato su Ribon Original nel 1995 e raccolto in un unico volume uscito nel febbraio del 1996. I due volumi sono stati poi accorpati in uno solo, messo in vendita dal 15 luglio 2005. A giugno 2005 Shueisha ha pubblicato il romanzo di Masami Tanaka Mimi wo sumaseba, tratto dal manga.
I due volumi del manga sono stati pubblicati in Italia da Star Comics rispettivamente il 19 settembre e il 19 novembre 2003. Il secondo volume contiene anche un'altra storia, intitolata Quando fioriscono le campanule.
L'opera è stata trasposta nel 1995 nel film anime I sospiri del mio cuore, dello Studio Ghibli. Un film live action, ambientato dieci anni dopo la storia originale, sarà prodotto in Giappone da Sony Pictures Entertainment e distribuito dal 14 ottobre 2022.

## Trama

### Sussurri del cuore
Shizuku Tsukishima frequenta le scuole medie e ama leggere libri, soprattutto quelli fantastici che parlano delle fate. Un giorno d'estate, Shizuku nota, dalle schede dei libri, che un certo Seiji Amasawa legge prima di lei gli stessi testi che la ragazza prende in prestito in biblioteca. Shizuku comincia così a chiedersi chi sia questo ragazzo e vorrebbe conoscerlo; contemporaneamente, seguendo un gatto, capita in un negozio d'antiquariato, il Chikyuya, dove fa la conoscenza di un giovane di nome Koji Amasawa. Pur sospettando una parentela con Seiji, Shizuku non gli chiede nulla e intanto, con l'inizio del nuovo anno scolastico, cerca di aiutare l'amica Yuko a dichiararsi a Sugimura, scoprendo, però, che quest'ultimo è interessato a lei. Shizuku scopre anche che Seiji Amasawa è il ragazzo antipatico che ha incontrato un paio di volte, ma, nonostante gli attriti iniziali, finisce per innamorarsene. Crede, tuttavia, di non essere ricambiata, finché Seiji non le si dichiara.
Sussurri del cuore - Ore felici è ambientato due anni dopo, e vede Shizuku prepararsi per entrare alle superiori. Andata a trovare il nonno di Seiji al Chikyuya, l'anziano mostra a Shizuku le ali di una nitticora che, dopo essere state esposte tre volte alla luce della luna, permetteranno a chi le indosserà di volare; contemporaneamente, però, su quelle ali pesa la morte. Con un brutto presentimento, Shizuku inizia a indagare alla biblioteca dei gatti, un posto magico in cui si possono trovare tutte le risposte, ma non riesce a salvare Seiji, che, indossate le ali, si trasforma in una nitticora e vola via. Improvvisamente, però, Shizuku si sveglia e scopre che si è trattato di un sogno causato dalla preoccupazione per quello che il futuro riserva a lei e Seiji.

### Quando fioriscono le campanule
Lo studente di seconda superiore Takayuki Tsuge nota una ragazza che si ferma a osservare le campanule del suo giardino e riconosce in lei la stessa ragazza che vide piangere davanti alle campanule, sotto la pioggia, qualche anno prima. Spinto dagli amici Minoru e Hiromi, decide di parlarle e le regala tutte le campanule, accorgendosi poi che così lei non verrà più; tre mesi dopo, Tsuge la rivede e scopre che si chiama Kikyo Aida. I due iniziano a frequentarsi e uscire insieme, ma, quando Tsuge si dichiara, Kikyo comincia a evitarlo: infatti, è rimasta ferita dal suo ex Maruoka, che si trasferì in un'altra città lasciandoglielo scoprire a pochi giorni dalla partenza, e non vuole stare ancora così male; tuttavia, grazie all'aiuto dell'amica Hana, Kikyo chiarisce tutto con Maruoka e accetta i sentimenti di Tsuge.